# 婚生子女
父母子女間的子關係，大約可分為自然血親或擬制血親（因收養而成立者），前者自然血親關係，又以出生與父母間婚姻關係的連結狀況，又可分為婚生子女及非婚生子女兩大類型。所謂婚生子女，指適法的婚姻所生子女，過去中國法制尚分為嫡子及庶子。而非婚生子女，則其生父與生母間，並未具有適法的婚姻關係，舊時中國律法，尚分為姦生子及婢生子。過去羅馬法認定：婚姻示父（Pater est quem uuptiae demonstrant），因此各國立法例受此影響，多半以妻子在婚姻關係存續中懷胎所生之子女，推定為夫之子女，認為兩者間有親子關係，而不用有舉證責任。

## 意義與要件
由於婚生子女身分之認定與取得，取決於出生時與其父母之婚姻狀況而定。故原則上具備這些要件，方符合推定之要求。
1. 生父與生母間有合法之婚姻關係
2. 為生父之妻分娩所生
3. 受胎必須在婚姻關係存續期間之內
4. 須由生母之夫所受胎，與其有血緣連繫

由於前述要件中，受胎期間及血緣是否與生父有連繫，客觀上不經檢證而能有明確證明並不容易，故法律依醫學統計而訂出受胎期間之計算方式，另一方面，信任婚姻道德，認分娩之妻，應係生下其夫之骨肉，但若並不具血緣，允許舉證以推翻此一推定，使法律明定一定之人，可有權提起否認婚生推定之訴訟以確定身分關係。

## 受胎期間之計算
依中華民國民法第1062條規定，從子女出生日回溯第一百八十一日起至第三百零二日止，為受胎期間（第一項）。能證明受胎回溯在前項第一百八十一日以內或第三百零二日以前者，以其期間為受胎期間（第二項）。

## 不受婚生推定之子女
1. 受胎期間在結婚之前
2. 妻子再婚
3. 妻子重婚

## 婚生子女否認
由於親子關係，無法僅靠外表即可辨認，因此以推定之方式，省去當事人舉證之勞，也符合社會多半的認識。然而若父親與子女間並未具備真實血緣之連繫，此時即容許生母、被推定之父或是子女本人等法律所定一定範圍之人，可向法院提起婚生子女否認之訴訟，以推翻此一推定，因而確定子女與被推定為生父兩者間並無親子關係。
依中華民國民法第1063條規定，妻之受胎，係在婚姻關係存續中者，推定其所生子女為婚生子女。
前項推定，夫妻之一方或子女能證明子女非為婚生子女者，得提起否認之訴。
前項否認之訴，夫妻之一方自知悉該子女非為婚生子女，或子女自知悉其非為婚生子女之時起二年內為之。但子女於未成年時知悉者，仍得於成年後二年內為之。

### 引用
1. ↑  陳惠馨，《民法親屬編理論與實務》，第238-242頁.
2. ↑  瞿同祖，中國法律與中國社會，第300-301頁.
3. ↑  戴炎輝、戴東雄、戴瑀如，《親屬法》，2014年8月，第327-330頁